# Patricio Loustau
Patricio Loustau (Lomas de Zamora, 15 april 1975) is een Argentijns voormalig voetbalscheidsrechter. Hij was in dienst van FIFA en CONMEBOL tussen 2011 en 2022. Ook leidde hij tot 2022 wedstrijden in de Primera División.
Op 11 maart 2011 leidde Loustau zijn eerste wedstrijd in internationaal verband tijdens een wedstrijd tussen Independiente en Godoy Cruz in de Copa Libertadores; het eindigde in 1–3 en de Argentijn gaf drie gele kaarten. Op 23 februari 2012 leidde Loustau zijn eerste interland, toen Paraguay met 2–1 won van Guatemala. Tijdens dit duel gaf de leidsman één gele kaart. In juni 2013 was hij voor het eerst scheidsrechter bij een kwalificatiewedstrijd voor het WK voetbal. Bolivia speelde met 1–1 gelijk tegen Venezuela. Loustau gaf twee spelers een gele kaart. Op 7 september 2013 moest Loustau uit het stadion weggeleid worden door de beveiliging, nadat hij volgens de Peruviaanse supporters Uruguay bevoordeeld had in een kwalificatieduel voor het WK 2018. Ook gaf hij de Peruviaanse speler Yoshimar Yotún een rode kaart.

## Interlands
| Datum            | Plaats                            | Wedstrijd                | Uitslag | Competitie              | Kreeg geel | Kreeg voor de tweede keer geel en dus rood | Weggestuurd |
| ---------------- | --------------------------------- | ------------------------ | ------- | ----------------------- | ---------- | ------------------------------------------ | ----------- |
| 23 februari 2012 | Luque, Paraguay                   | Paraguay – Guatemala     | 2 – 1   | Vriendschappelijk       | 1          | 0                                          | 0           |
| 6 april 2013     | Santa Cruz de la Sierra, Bolivia  | Bolivia – Brazilië       | 0 – 4   | Vriendschappelijk       | 2          | 0                                          | 0           |
| 7 juni 2013      | La Paz, Bolivia                   | Bolivia – Venezuela      | 1 – 1   | WK 2014 kwalificatie    | 2          | 0                                          | 0           |
| 7 september 2013 | Lima, Peru                        | Peru – Uruguay           | 1 – 2   | WK 2014 kwalificatie    | 5          | 0                                          | 1           |
| 5 juni 2014      | Montevideo, Uruguay               | Uruguay – Slovenië       | 2 – 0   | Vriendschappelijk       | 5          | 0                                          | 0           |
| 29 januari 2015  | Rancagua, Chili                   | Chili – Verenigde Staten | 3 – 2   | Vriendschappelijk       | 7          | 0                                          | 0           |
| 7 juni 2015      | Montevideo, Uruguay               | Uruguay – Guatemala      | 5 – 1   | Vriendschappelijk       | 4          | 0                                          | 0           |
| 8 oktober 2015   | La Paz, Bolivia                   | Bolivia – Uruguay        | 0 – 2   | WK 2018 kwalificatie    | 6          | 0                                          | 1           |
| 4 juni 2016      | Orlando, Verenigde Staten         | Costa Rica – Paraguay    | 0 – 0   | Copa América Centenario | 5          | 0                                          | 1           |
| 9 juni 2016      | Philadelphia, Verenigde Staten    | Uruguay – Venezuela      | 0 – 1   | Copa América Centenario | 3          | 0                                          | 0           |
| 17 juni 2016     | East Rutherford, Verenigde Staten | Peru – Colombia          | 0 – 0   | Copa América Centenario | 3          | 0                                          | 0           |
| 7 september 2016 | Manaus, Brazilië                  | Brazilië – Colombia      | 2 – 1   | WK 2018 kwalificatie    | 5          | 0                                          | 0           |
| 11 november 2016 | Asunción, Paraguay                | Paraguay – Peru          | 1 – 4   | WK 2018 kwalificatie    | 6          | 0                                          | 0           |
| 24 maart 2017    | Montevideo, Uruguay               | Uruguay – Brazilië       | 1 – 4   | WK 2018 kwalificatie    | 6          | 0                                          | 0           |
| 22 juni 2019     | Salvador, Brazilië                | Ecuador – Chili          | 1 – 2   | Copa América 2019       | 9          | 0                                          | 1           |
| 17 november 2020 | Caracas, Venezuela                | Venezuela – Chili        | 2 – 1   | WK 2022 kwalificatie    | 3          | 0                                          | 0           |
| 9 juni 2021      | Asunción, Paraguay                | Paraguay – Brazilië      | 0 – 2   | WK 2022 kwalificatie    | 6          | 0                                          | 0           |
| 18 juni 2021     | Rio de Janeiro, Brazilië          | Peru – Brazilië          | 0 – 4   | Copa América 2021       | 4          | 0                                          | 0           |
| 27 juni 2021     | Brasília, Brazilië                | Venezuela – Peru         | 0 – 1   | Copa América 2021       | 1          | 0                                          | 0           |
| 3 juli 2021      | Rio de Janeiro, Brazilië          | Brazilië – Chili         | 1 – 0   | Copa América 2021       | 4          | 0                                          | 1           |
| 10 oktober 2021  | Barranquilla, Colombia            | Colombia – Brazilië      | 0 – 0   | WK 2022 kwalificatie    | 2          | 0                                          | 0           |
| 12 november 2021 | Asunción, Paraguay                | Paraguay – Chili         | 0 – 1   | WK 2022 kwalificatie    | 5          | 0                                          | 0           |
| 30 maart 2022    | Santiago, Chili                   | Chili – Uruguay          | 0 – 2   | WK 2022 kwalificatie    | 3          | 0                                          | 0           |